# Armina ballesterosi
Armina ballesterosi is een slakkensoort uit de familie van de Arminidae. De wetenschappelijke naam van de soort is voor het eerst geldig gepubliceerd in 1989 door Ortea.